# Solarisation (Mikrobiologie)
In der Mikrobiologie spricht man von Solarisation beim Abtöten von Krankheitserregern durch Sonnenlicht. Die Technik beruht vor allem auf dem UV-Anteil der solaren Strahlung. Solarisation wird eingesetzt zur Produktion von Trinkwasser aus kontaminiertem Wasser, vor allem in abgelegenen Regionen ohne zentral gewartetes Trinkwassernetz. Daneben wird sie auch als energie- und kostengünstige Methode zur Behandlung organisch belasteter Abwässer eingesetzt. Dabei werden zwei Methoden unterschieden: Bei photolytischer Solarisation wird das Sonnenlicht direkt zur Entgiftung eingesetzt. Dazu muss es gegenüber der normalen Umgebungsstrahlung in Sonnenkollektoren konzentriert werden. Bei der photokatalytischen Oxidation dient das Sonnenlicht zur Aktivierung eines zugegebenen Katalysators. Damit können, neben Mikroorganismen, auch organische Schadstoffe wie Pestizide abgebaut werden.